# Gruppo 691
La série de locomotives italiennes Gruppo 691 des Ferrovie dello Stato numéros 001 à 033 sont des locomotives à vapeur de disposition d'essieux Pacific mises en service de 1928 à 1934 par transformation des Pacific Gruppo 690 de 1911-1914 qui ne donnaient pas satisfaction.

## Préservation
Une seule 691 a survécu. Il s'agit de la 691.022, ancienne 690.022, construite par Breda en 1914 et transformée en 1933 est préservée au Musée des sciences et des techniques Léonard de Vinci de Milan.

## Galerie de photographies

La 691.022 au musée de Milan
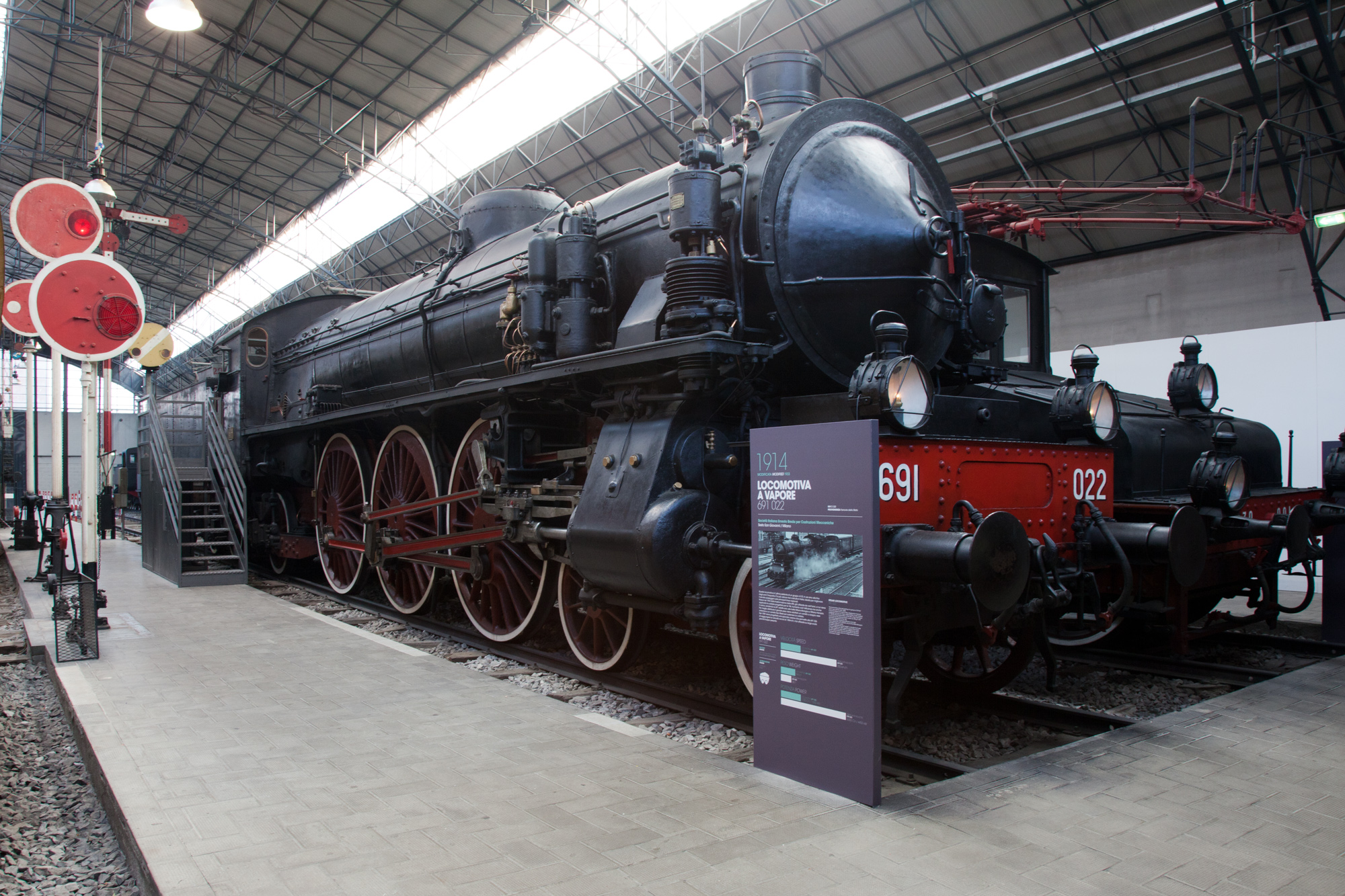
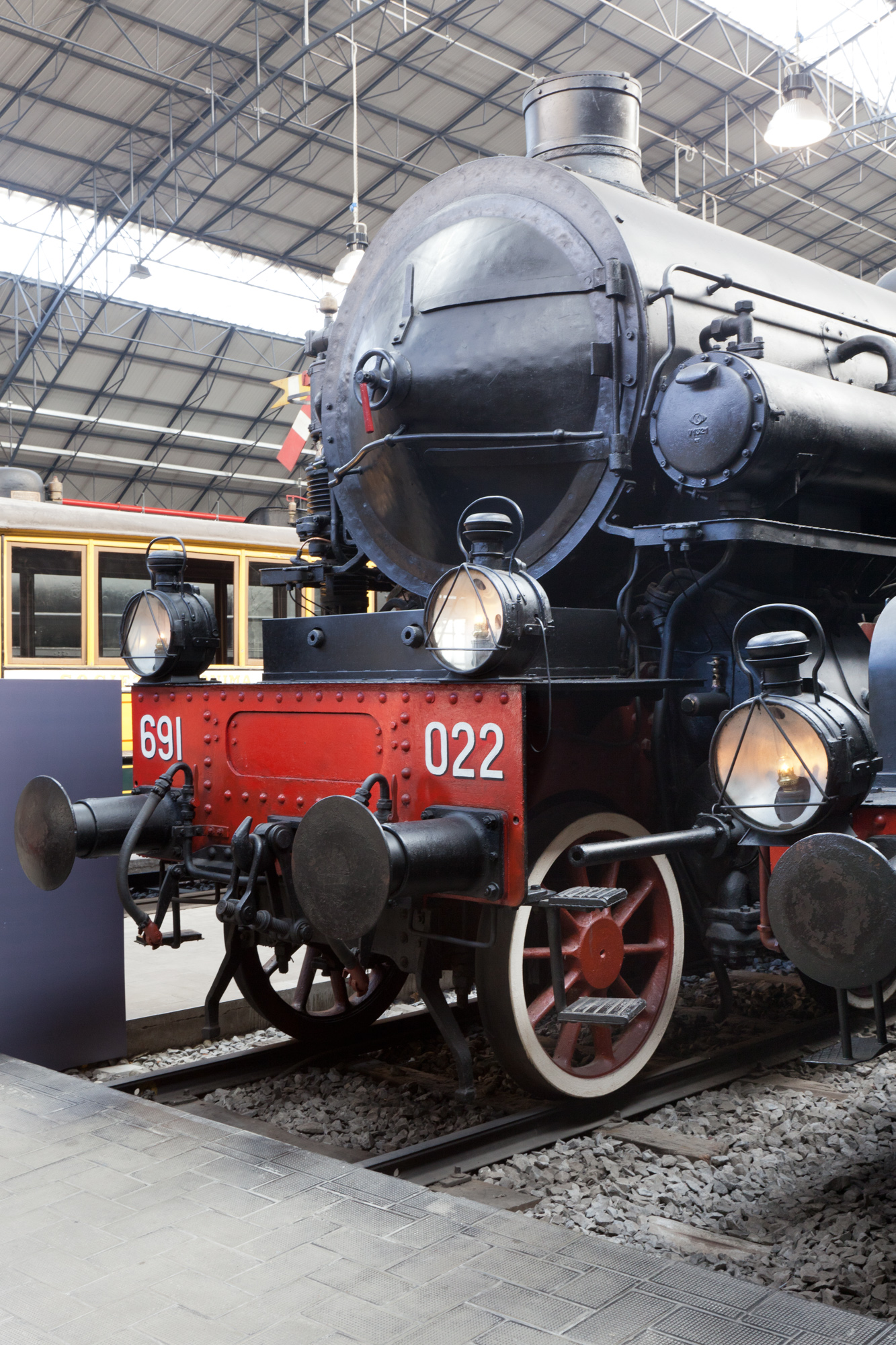
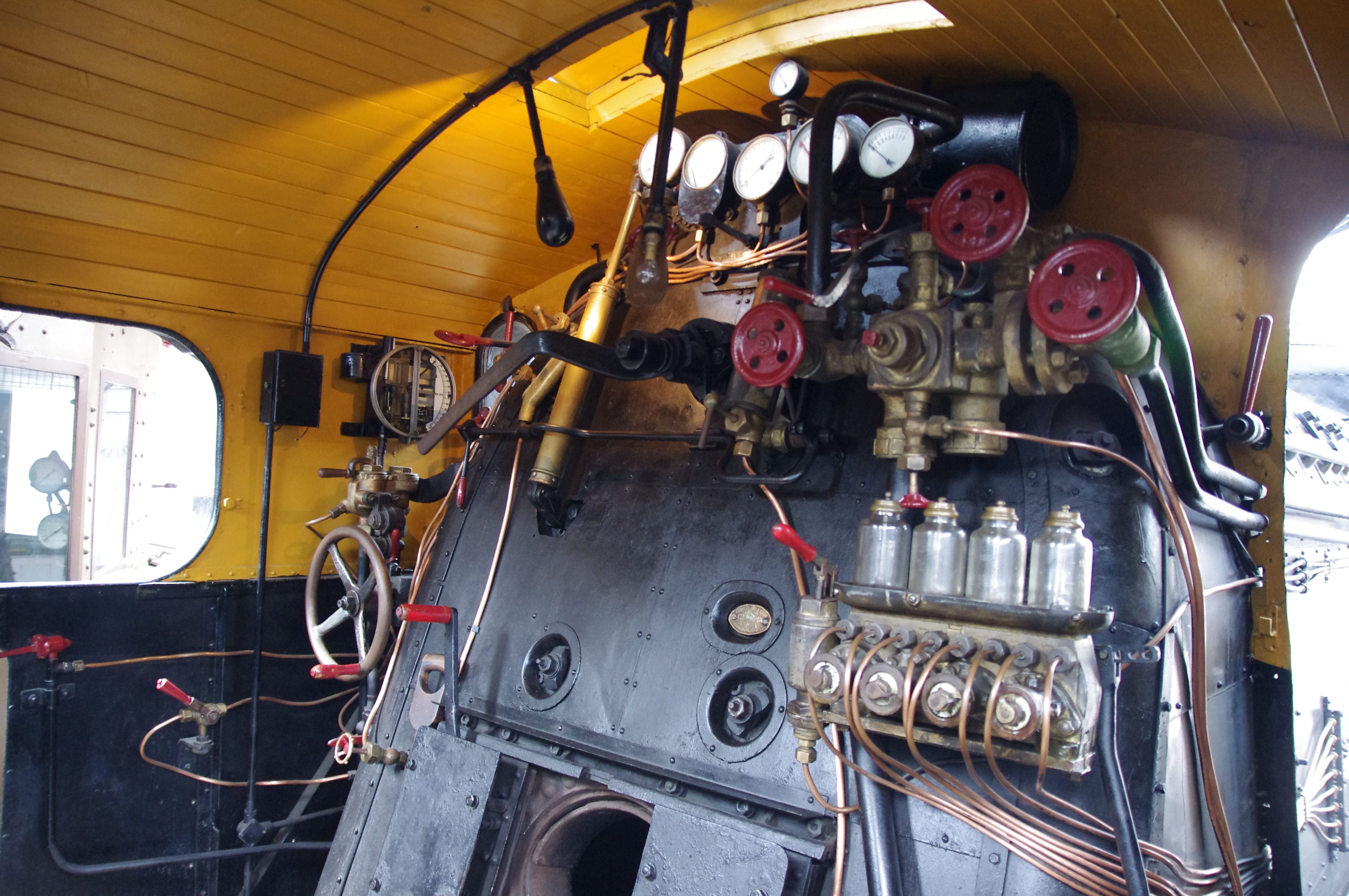
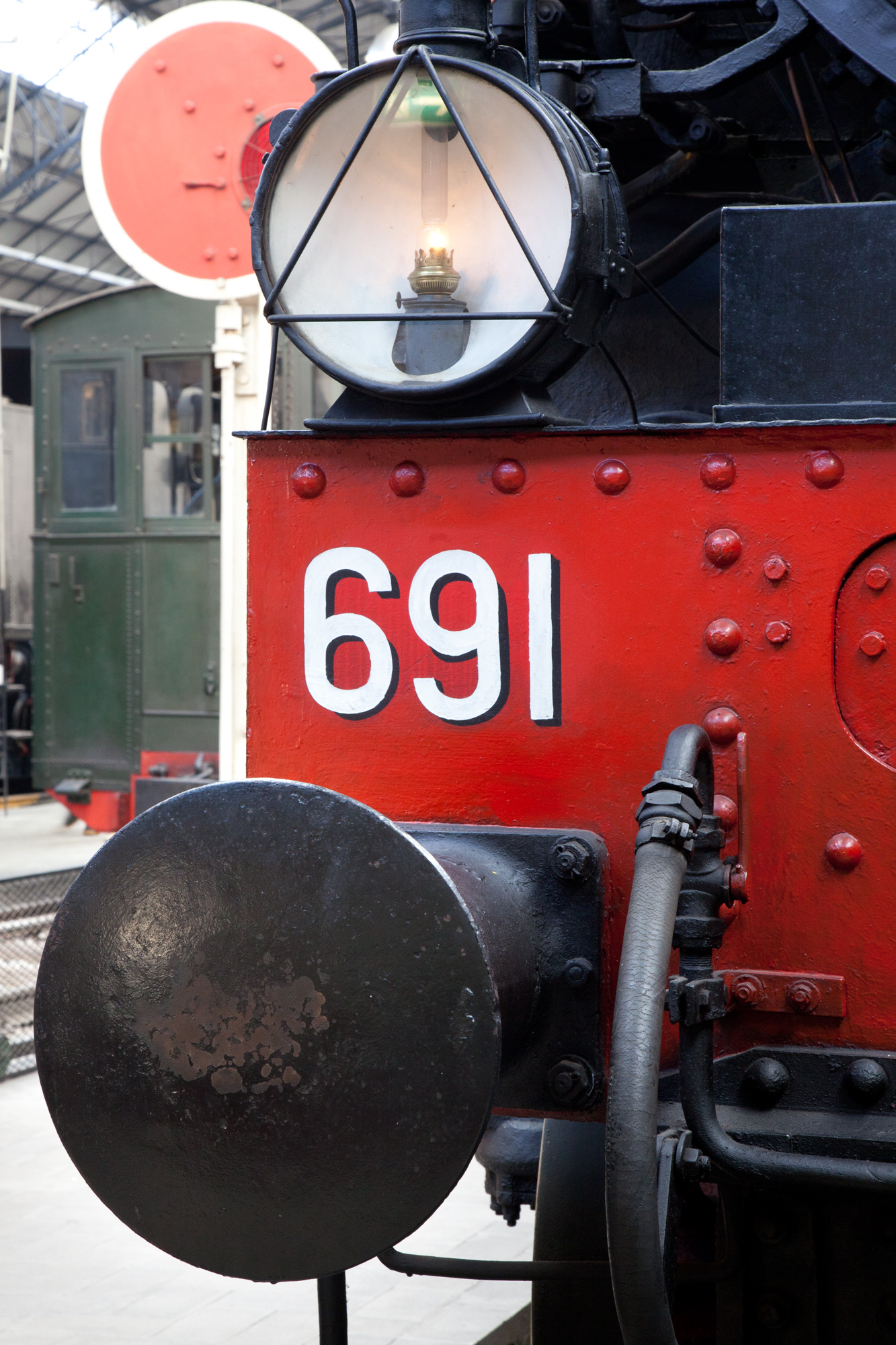